# سسانگمون-دونگ
سسانگمون-دونگ (به لاتین: Ssangmun-dong) یک منطقهٔ مسکونی در کره جنوبی است که در Dobong District واقع شده‌است. سسانگمون-دونگ ۲٫۸۱ کیلومتر مربع مساحت و ۸۴٬۸۹۳ نفر جمعیت دارد.